# Tachyglossus aculeatus
El equidna de hocico corto o equidna australiano (Tachyglossus aculeatus) es especie de mamífero monotrema. Se trata de una de las cuatro especies vivas de equidna (Tachyglossidae) y la única del género Tachyglossus. La dieta del equidna de hocico corto se compone de hormigas y termitas. Está cubierto de pelo y púas, y tiene un hocico característico y una lengua especializada para poder cazar sus presas a alta velocidad. Como el resto de monotremas vivientes, el equidna de hocico corto pone huevos; los monotremas son el único grupo de mamíferos que lo hacen.
Esta especie vive en toda Australia, donde es el mamífero nativo más extendido, y en regiones costeras y tierras altas del suroeste de Nueva Guinea, donde se le conoce como mungwe en las lenguas dadibi y chimbu. No está amenazado de extinción, pero actividades humanas como la caza, la destrucción de su hábitat y la introducción de especies depredadoras y parásitos extranjeros han reducido la distribución del equidna de hocico corto en Australia.

## Distribución geográfica y hábitat
Esta antigua especie habita zonas rocosas, boscosas y arenosas de la costa este de Australia desde Queensland hasta Victoria, Isla Canguro, Tasmania,  centro y este de Nueva Guinea y otras islas cercanas.
Es una de las especies de mamíferos de Oceanía que presenta poblaciones más estables, pudiendo llegar a ser abundante en muchas de las zonas por las que se distribuye.

## Taxonomía
El equidna de hocico corto fue descrito por primera vez por George Shaw en 1792, quien la nombró Myrmecophaga aculeata, pensando que podría estar relacionado con el oso hormiguero gigante (M. tridactyla). Desde que Shaw lo describió por primera vez, la especie ha sido objeto de cuatro revisiones: de M. aculeata a Ornithorhynchus hystrix, Echidna hystrix, Echidna aculeata y finalmente Tachyglossus aculeatus. El nombre Tachyglossus significa "lengua rápida", en referencia a la velocidad con la que el equidna utiliza su lengua para atrapar hormigas y termitas, mientras que aculeatus significa "espinoso" o "equipado con espinas".
El equidna de hocico corto es el único miembro de su género, compartiendo la familia Tachyglossidae con las especies actuales del género Zaglossus, nativas de Nueva Guinea. Las especies de Zaglossus, que incluye a los equidnas de hocico largo o zoglosos occidental (Z. bruijni), el de Sir David (Z. attenboroughi) y el de Barton (Z. bartoni), son todos significativamente de mayor que T. aculeatus, y sus dietas consisten principalmente en gusanos y larvas en lugar de hormigas y termitas. Las especies de Tachyglossidae son mamíferos que ponen huevos al igual que la familia Ornithorhynchidae y juntos con estos, son los únicos monotremas existentes en el mundo.
Se reconocen cinco subespecies de equidna de hocico corto se encuentran, cada una habitando en diferentes ubicaciones geográficas y defiriendo ente sí en vellosidad, longitud y anchura de la columna vertebral, y el tamaño de las garras de sus patas traseras.
- T. a. acanthion - se encuentra en Territorio del Norte y Australia Occidental.
- T. a. aculeatus - se encuentra en Queensland, Nueva Gales del Sur, Australia Meridional y Victoria.[11]
- T. a. lawesi - se encuentra en regiones costeras y tierras altas de Nueva Guinea y posiblemente en los bosques tropicales del noreste de Queensland.[12]
- T. a. multiaculeatus - se encuentra en la isla Canguro.
- T. a. setosus - se encuentra en Tasmania y algunas islas del estrecho de Bass.[11]

Los primeros fósiles del equidna de hocico corto datan de hace unos 15 millones de años en el Pleistoceno, y los especímenes más antiguos fueron encontrados en cuevas en el sur de Australia, a menudo con fósiles de la equidna de hocico largo del mismo período. Los antiguos equidnas de hocico corto se consideran idénticos a sus descendientes contemporáneos, con la excepción que sus antepasados son alrededor de 10 % más pequeños.  Este "enanismo post-Pleistoceno" afecta a muchos mamíferos australianos. Como parte de la última radiación de los monotremas, se cree que los equidnas divergieron evolutivamente del ornitorrinco hace de alrededor de 66 millones de años, entre el Cretácico y Cenozoico. Sin embargo, la herencia pre-Pleistoceno del equidna no ha sido rastreada, y la falta de dientes en los fósiles encontrados hasta el momento han hecho imposible el uso de la evidencia dental.

## Nombres comunes
El equidna de hocico corto es llamado comúnmente oso hormiguero espinoso en los libros más antiguos, aunque este término ha caído en desuso ya que el equidna no guarda relación con los verdaderos osos hormigueros. En las lenguas nativas australianas, cuenta con gran variedad de nombres dependiendo de las regiones en las que se encuentre. Los noongar desde el suroeste de Australia Occidental lo llaman nyingarn. En el suroeste de Australia Central es llamado en el dialecto Pitjantjatjara como tjilkamata o tjirili, de la palabra tjiri usada para designar a la llamada hierba puercoespín (Triodia irritans) aunque puede significar "lento". En el centro de la península del Cabo York, se llama (minha) kekoywa en el idioma Pakanha, donde minha es un calificativo que significa "carne" o "animal"; (inh-) ekorak por los Uw Oykangand y (inh-) egorag por los Uw Olkola, donde inh- es un calificativo que significa "carne" o "animal". En las regiones altas del sudoeste de Nueva Guinea, se le conoce como mungwe en los idiomas Dadibi y Kuman.

## Descripción
El equidna australiano suele medir entre 30 y 50 cm de longitud, con un hocico de unos 7,5 cm, y pesan entre 2 y 6 kg. Sin embargo, la subespecie de Tasmania, T. a. setosus, es más grande que sus homólogos del continente. Como el cuello no es visible desde el exterior, la cabeza y el cuerpo parecen estar fusionados. Los orificios auditivos se encuentran en cada lado de la cabeza, sin ningún tipo de pabellón auricular. Los ojos son pequeños y se encuentran en la base del hocico, que tiene forma angular. La nariz y la boca se encuentran en el extremo distal del hocico; la boca del equidna de hocico corto no puede abrirse más de 5 mm. El cuerpo del equidna de hocico corto está, exceptuando la parte inferior, la cara y las patas, cubierto de espinas de color crema. Las espinas o púas, que pueden llegar a medir cinco centímetros de largo, son pelos modificados, compuestos en gran parte de queratina. El pelaje que hay entre las espinas funciona de aislante térmico; su color va del color miel al marrón rojizo oscuro o incluso al negro; la parte inferior y la corta cola también están cubiertas de pelo. La coloración del pelo y de las espinas varía de una zona geográfica a otra. El pelaje del equidna puede estar infestado con la que se considera la pulga más grande del mundo, Bradiopsylla echidnae, que mide unos cuatro milímetros de largo.
El peso del equidna australiano oscila entre 2 y 6 kg y su talla entre 35 y 50 cm. El pelaje es denso y largo, de castaño a negro. Sobresalen largas púas, de hasta 6 cm de color más claro. Estas suelen ser amarillas en la base y negras en el extremo distal, o más raramente, completamente amarillas. En la subespecie T. a. setosus, sin embargo, las espinas son más cortas y se hallan completamente cubiertas por el pelo. Las regiones ventrales carecen de espinas, pero están cubiertas de denso pelo y gruesas cerdas.
El cuerpo está comprimido dorsoventralmente, y arqueado, con la región dorsal ligeramente convexa y la ventral, paralela, cóncava.
La cabeza parece articularse con el tórax como si no tuviese cuello. Es pequeña y acuminada, terminada en un hocico puntiagudo que puede alcanzar la mitad de la longitud total de la misma. 
La abertura bucal es estrecha. La lengua, larga, delgada y pegajosa. Carece de dientes pero el paladar y la base de la lengua están cubiertos por una sustancia córnea que le permite triturar el alimento. 
Los ojos son pequeños y dirigidos hacia delante. Se sitúan próximos a la base del hocico y le dan poca amplitud de visión lateral, aunque no es el sentido de la vista uno de los más necesarios para este animal que pasa gran parte de su tiempo en el interior de agujeros y galerías en el suelo.
Poseen cinco dedos provistos de uñas fuertes adaptadas para la excavación. Las de los dedos cuarto y quinto son retráctiles. Los espolones de las rodillas no son venenosos.
La cola es corta, de unos pocos centímetros, y desnuda en la superficie ventral.
Los testículos son internos, no existe escroto. En ambos sexos, un único orificio abre al exterior para tránsito de las heces, orina y secreciones o productos genitales. Durante la época de cría, las hembras desarrollan un pliegue de la piel en la región ventral que hará las veces de marsupio, donde los huevos serán incubados y las crías amamantadas.

## Nutrición y hábitos alimentarios
Se alimenta de termes, hormigas y otros insectos que captura con su lengua pegajosa.
Ocasionalmente se ayuda de las fuertes uñas para abrir hormigueros y termiteros, especialmente cuando la reina se halla cerca de la superficie.
Los hábitos de este animal son curiosos pues, a pesar de habitar zonas en las que el alimento está disponible a lo largo de todo el año, los individuos parecen entrar en un estado de torpor en el que dejan de alimentarse, pero que, lejos de relacionarse con adversidades climáticas o escasez de alimentos, parece estar debido a la necesidad de perder peso después de una temporada con una dieta abusiva.

## Fisiología y comportamiento reproductivo
El solitario equidna de hocico corto busca pareja entre mayo y septiembre; el tiempo exacto de la temporada de apareamiento varía de una zona geográfica a otra. Tanto los machos como las hembras emiten un fuerte olor durante la temporada de apareamiento. Durante el festejo (observado por primera vez en 1989) los machos encuentran y siguen a las hembras. grupos de hasta diez machos pueden seguir una única hembra en un ritual de festejo que puede durar hasta cuatro semanas; la duración de este periodo también varía entre áreas geográficas. En las regiones más frías de su distribución, como en Tasmania, las hembras pueden aparearse pocas horas después de despertarse de la hibernación.
Después de entre 9 y 27 días de gestación, la hembra, desde la cloaca, deposita directamente un único huevo en el marsupio ventral transitorio, del que nacerá la cría 10-11 días después. La cáscara es correosa y flexible, y la cría, para salir de él, tendrá que romperla con la ayuda de los dientes de leche.
Permanecerá en el marsupio alrededor de dos meses lamiendo la leche que resbala por los pelos de la madre hasta el interior de la bolsa. Cuando las espinas de la cría comienzan a crecer, es depositada en el interior de un hueco excavado por la madre, que regresa ocasionalmente a alimentarla hasta que alcanzan los seis meses de edad. La leche es de color rosa debido a una proteína que contiene hierro.
Los jóvenes son independientes alrededor de un año después del nacimiento. 
La longevidad de esta especie es notoria, existiendo datos de animales en cautividad que han alcanzado los 50 años de edad.

## Comportamiento

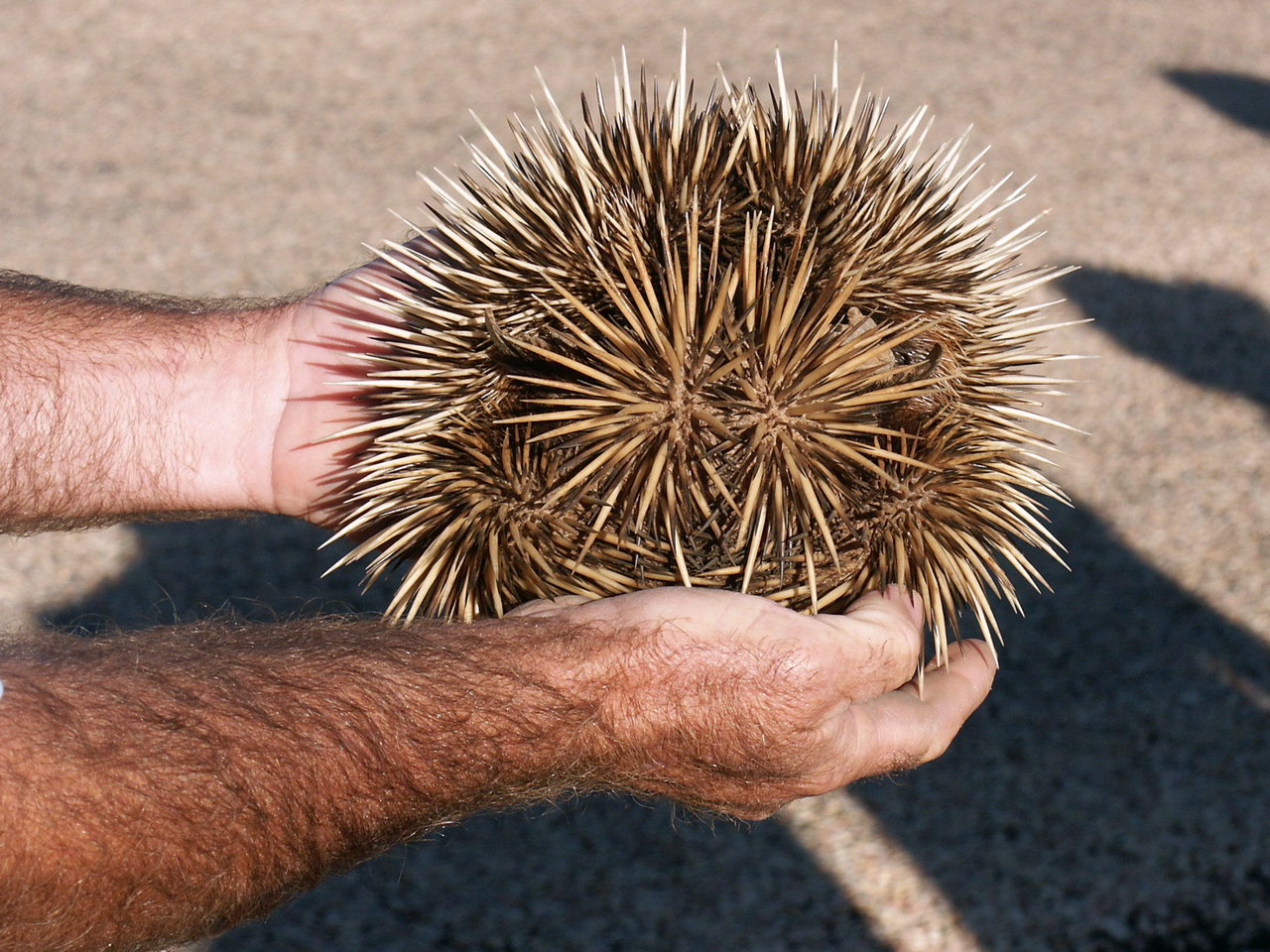
Eficaz sistema de defensa del equidna.

Los hábitos horarios de estos animales varían en función de las condiciones climáticas de la región en la que habiten. 
Su capacidad para mantener la temperatura corporal está limitada, por lo que tendrá que pasar las horas de temperaturas extremas en el interior de galerías subterráneas que mantienen ésta en niveles razonables. 
De este modo, los individuos que habitan zonas de alta montaña, o durante las estaciones más frías, tienden a ser activos durante las horas de sol, mientras que los que habitan zonas desérticas o calurosas, permanecen resguardados hasta que llega la noche. 
Es un animal solitario, de carácter huidizo que al sentirse amenazado se enrosca sobre sí mismo a la manera de un erizo, o se entierra exponiendo el dorso cubierto de púas a modo de escudo. Cuando es perseguido por un águila, es capaz de excavar rápidamente en sentido contrario al peligro, con la espalda protegida por las peligrosas púas, hasta que encuentre un terreno excesivamente duro, procediendo entonces a enroscarse sobre sí mismo.
Cada individuo se mueve por un territorio de aproximadamente 800 m de diámetro, solapándose con los de otros congéneres, sin que los encuentros tengan repercusión alguna entre los individuos, que continúan impasibles y solitarios su deambular en busca de alimento. Los nidos no parecen tener una posición concreta en el territorio. Cuando se mantienen en cautividad con otros congéneres, se producen reacciones de mutua tolerancia, si bien se establece una estructura jerárquica entre los individuos del mismo sexo.

## Estado de conservación

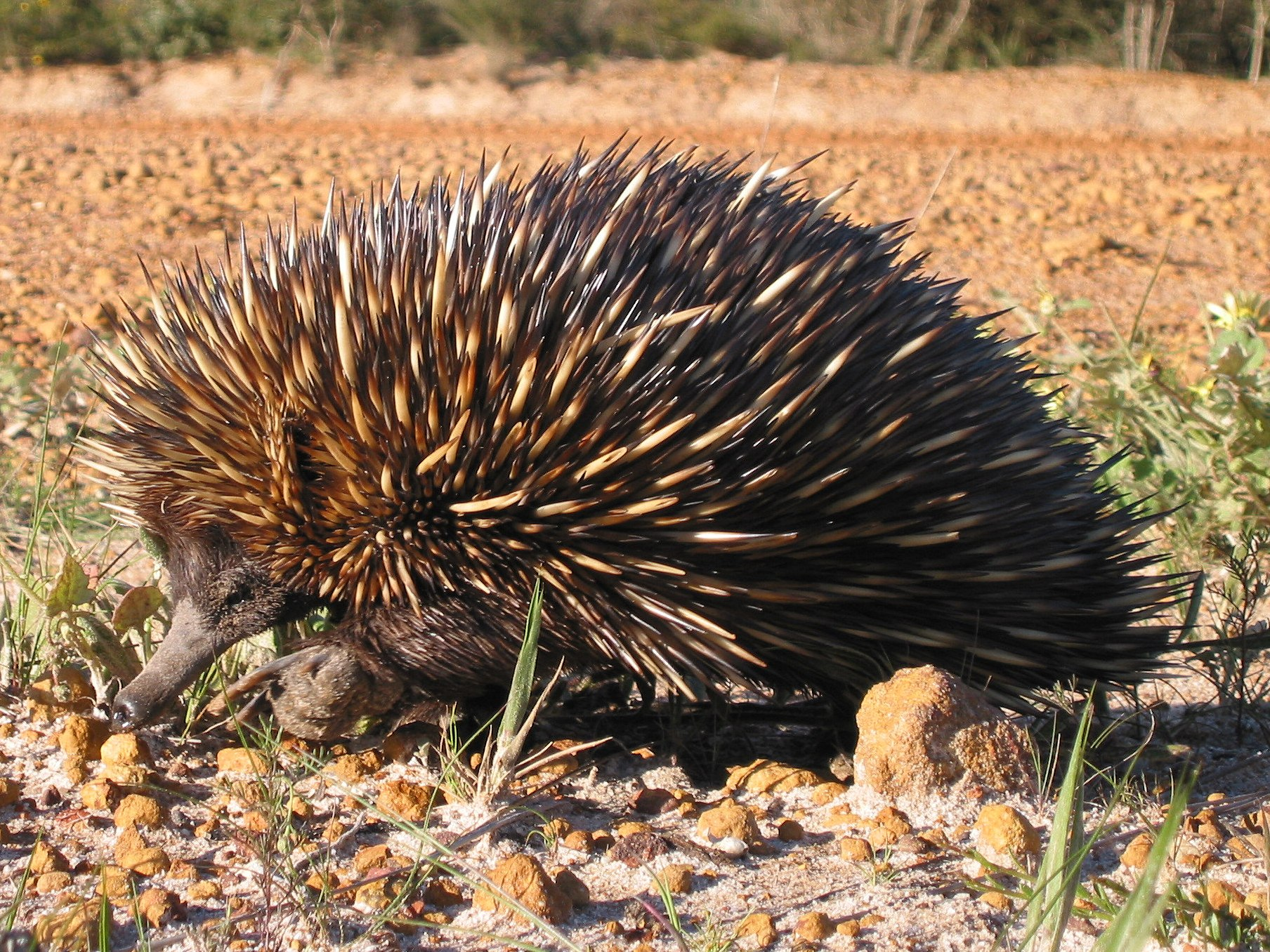
Tachyglossus aculeatus.

El equidna de hocico corto es común en gran parte de la Australia templada y las tierras bajas de Nueva Guinea, y no es considerada una especie amenazada. En Australia, el número de equidnas de hocico corto se ha visto menos afectado por la tala de árboles que otras especies, debido a que estos animales no necesitan un hábitat especializado siempre y cuando haya disponibilidad de hormigas y térmitas. A pesar de sus espinas, son presa de pájaros, diablos de Tasmania, gatos, zorros y perros. Servían de alimento a los aborígenes australianos y a los primeros colonos europeos de Australia. Las amenazas más habituales para este animal son los vehículos de motor y la destrucción de su hábitat, que puede provocar una extinción local. La infección con el parásito introducido Spirometra erinaceieuropaei es letal para el equidna. La The Wildlife Preservation Society of Queensland lleva a cabo un programa de supervisión llamado Echidna Watch para controlar la especie en Australia.
La cría en cautividad es complicada, en parte debido al ciclo de reproducción relativamente poco frecuente. Solo cinco zoológicos han conseguido criar un equidna de hocico corto en cautividad, y ninguna de las crias nacidas en cautividad ha sobrevivido hasta la madurez. Esto tiene consecuencias sobre las posibilidades de conservación de las especies amenazadas de equidna de hocico largo y, en menor medida, de equidna de hocico corto.

## Mitos y leyendas
Los equidnas de hocico corto aparecen en la cultura animista de los aborígenes australianos, siendo incluido en sus artes visuales y sus historias. La especie era un tótem para ciertos grupos, incluidos los noongar de Australia Occidental. Muchos grupos tenían mitos sobre este animal; uno de ellos explica que fue creado cuando un grupo de jóvenes hambrientos salieron a cazar de noche y se encontraron un wombat. Le atacaron con lanzas, pero le perdieron de vista en la oscuridad. El wombat adaptó las lanzas como forma de defensa y se convirtió en un equidna. Otra historia habla de un hombre avaricioso que escondía comida de su tribu; los guerreros le atacaron con lanzas y este huyó arrastrándose hasta unos arbustos, donde se convirtió en un equidna y las lanzas en sus púas.

## En la cultura popular
El equidna de hocico corto es un animal icono en Australia, apareciendo desde 1966 en la moneda de cinco centavos de dólar australiano, y en una moneda de oro con valor nominal de 200 dólares acuñada en 1992. También ha aparecido en varios sellos: ha sido una de las cuatro especies nativas que han aparecido en sellos australianos desde 1974, cuando apareció el sello de 25 centavos; posteriormente apareció en un sello de 37 centavos en 1987, en uno de 35 en 1992 y en uno de 25 en 2006. El equidna antropomórfico Millie fue una de las mascotas de los Juegos Olímpicos de Sídney 2000.
Knuckles es un equidna antropomórfico de la serie Sonic the Hedgehog, como su propio nombre lo indica. A partir de su primera aparición se volvió un fenómeno en la internet.